# Europe 1
Europe 1 es una radio generalista francesa con sede en París, propiedad del grupo Lagardère. Su programación se basa en informativos, magacines de actualidad e interacción con el oyente.
Fundada en 1955, Europe 1 está considerada una de las emisoras pioneras de la radio informativa en Francia y Europa. Fue miembro activo de la Unión Europea de Radiodifusión hasta 2022.

## Historia

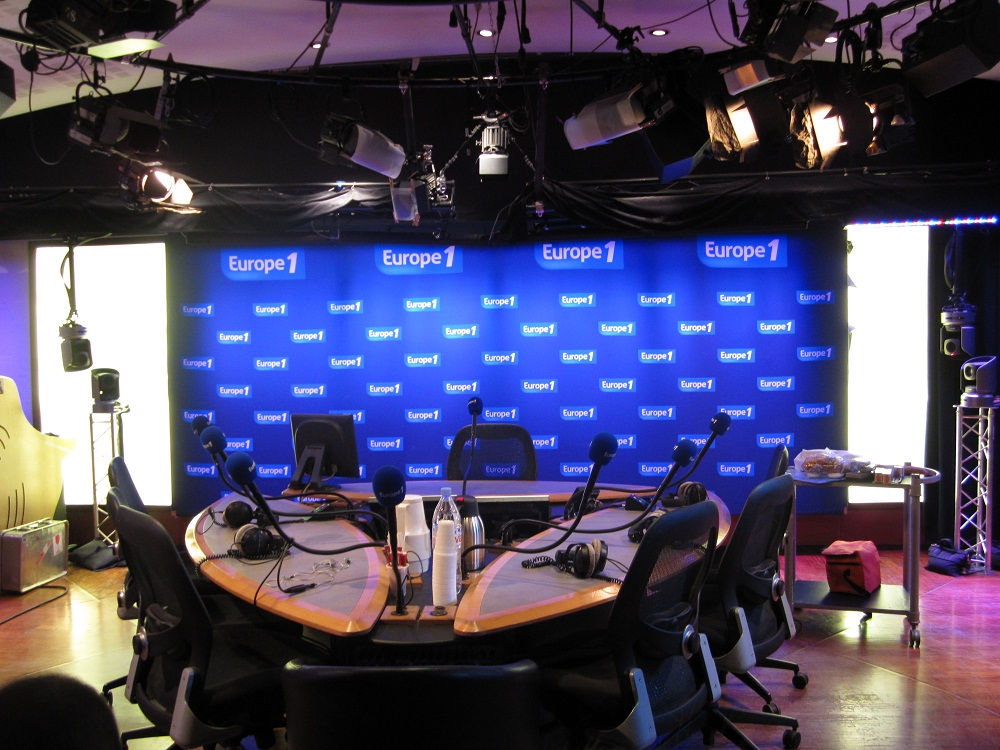
Estudio Merlin de Europe 1 en París.

Los orígenes de la emisora se remontan a finales de la Segunda Guerra Mundial. En 1945, el gobierno francés instauró un monopolio estatal sobre la radio y la televisión a través de una nueva empresa, la Radiodiffusion Télévision Française (RTF). No obstante, los franceses también podían escuchar las «radios periféricas» con sede en los países fronterizos de Andorra (Radio Andorra), Mónaco (Radio Monte-Carlo) y Luxemburgo (Radio-Luxembourg). El empresario Charles Michelson, propietario de una emisora en Tánger que le fue confiscada durante el conflicto, recibió como compensación una licencia para explotar las radios de onda corta de Mónaco (propiedad del Sofirad), aunque en 1949 la cambió por la explotación financiera del nuevo canal de televisión Télé Monte-Carlo, a través de la sociedad anónima Images et Son.
De forma paralela, Michaelson había conseguido en 1952 el monopolio de la radiodifusión en el protectorado de Sarre (entonces independiente de Alemania), lo que le permitió crear dos nuevos medios de comunicación periféricos a través de Images et Son. El 23 de diciembre de 1953 comenzaron las emisiones del canal de televisión «Telesaar», y gracias a esa apuesta el gobierno de Sarre le concedió un potente emisor de onda larga en Felsberg-Berus para crear una nueva radio periférica. Como director de programación se contrató a Louis Merlin, responsable del éxito de Radio-Luxembourg.
«Europe nº1» comenzó sus emisiones en pruebas el 1 de enero de 1955, aunque éstas fueron interrumpidas porque la señal ocupaba la frecuencia de otras radios ya existentes. No fue hasta el 3 de abril de 1955, aprovechando la antigua frecuencia de Radio París, cuando consiguieron iniciar las emisiones regulares en onda larga desde la frecuencia de 183 kHz. Los primeros meses de esta radio fueron muy difíciles porque Images et Son había quebrado. En julio, el gobierno francés pidió al empresario Sylvain Floirat que comprara la radio por 245 millones de francos, y en 1956 parte del capital de la empresa fue transferido a la sociedad estatal Sofirad. A pesar de todos los problemas, Europe 1 se convirtió en una de las radios más escuchadas.
Europe 1 se ganó el apodo de Radio Barricades («Radio Barricadas») por su apoyo a los manifestantes en las protestas de mayo de 1968. Durante los sucesos, el ministerio del Interior llegó incluso a ordenar el cese de emisiones de las radios periféricas para evitar que informaran en directo de todo lo que sucedía. El director general de Europe 1 era Maurice Siegel, introductor de conceptos novedosos en la radio europea como los boletines de noticias (flash infos), el periodista con funciones de locutor, los reportajes radiofónicos, la presentación de magacines informativos y una mayor naturalidad en la narración.
En 1974, el nuevo presidente Valéry Giscard d'Estaing y su primer ministro Jacques Chirac ordenaron el cese de Maurice Siegel. En su lugar, Jean-Luc Lagardère se hizo con la mayoritaria accionarial de la radio y nombró como nuevo director a Étienne Mougeotte. En 1976, Europe 1 se convirtió en líder de audiencia por delante de RTL y de France Inter, en parte gracias a su programación informativa.
No obstante, en 1981 el ascenso al poder de François Mitterrand motivó la salida de Mougeotte y un descenso de oyentes, atraídos por la apertura de la FM a las radios privadas y la cada vez mayor competencia de las televisiones. Para destacar entre el público, se prescinden de varios informativos y la programación pasa a ser más arriesgada, con shows como la lista musical Top 50 (con Philippe Gildas), el deportivo Europe Sport y los espacios de humor dirigidos por Coluche.
El 3 de abril de 1986, la Sofirad vendió toda su participación en Europe 1 a Jean-Luc Lagardère y a su empresa Hachette. La radio quedó así totalmente privatizada.
Europe 1 perdió su liderazgo en la década de 1990 en favor de RTL, y la crisis aumentó en 1995 al caer hasta la quinta posición. Para remediarlo en 1996 se contrató a Jérôme Bellay, el fundador de France Info, como nuevo director general. Desde entonces, la programación de Europe 1 está basada en magacines informativos y espacios de actualidad, con un peso cada vez mayor de la interacción con el oyente. Esto les ha permitido recuperar la segunda posición en las audiencias de Francia.